# 베이징 블루파크
베이징 블루파크(영어: BAIC BluePark, 중국어: 北汽蓝谷)는  베이징 자동차 그룹의 자회사로 주로 전기 자동차의 설계, 연구, 개발 및 판매를 담당한다.

## 차종

### 아크폭스
2017년에 설립된 베이징 불루파크에서 운영하는 베이징 자동차 그룹의 프리미엄 EV 브랜드이다.

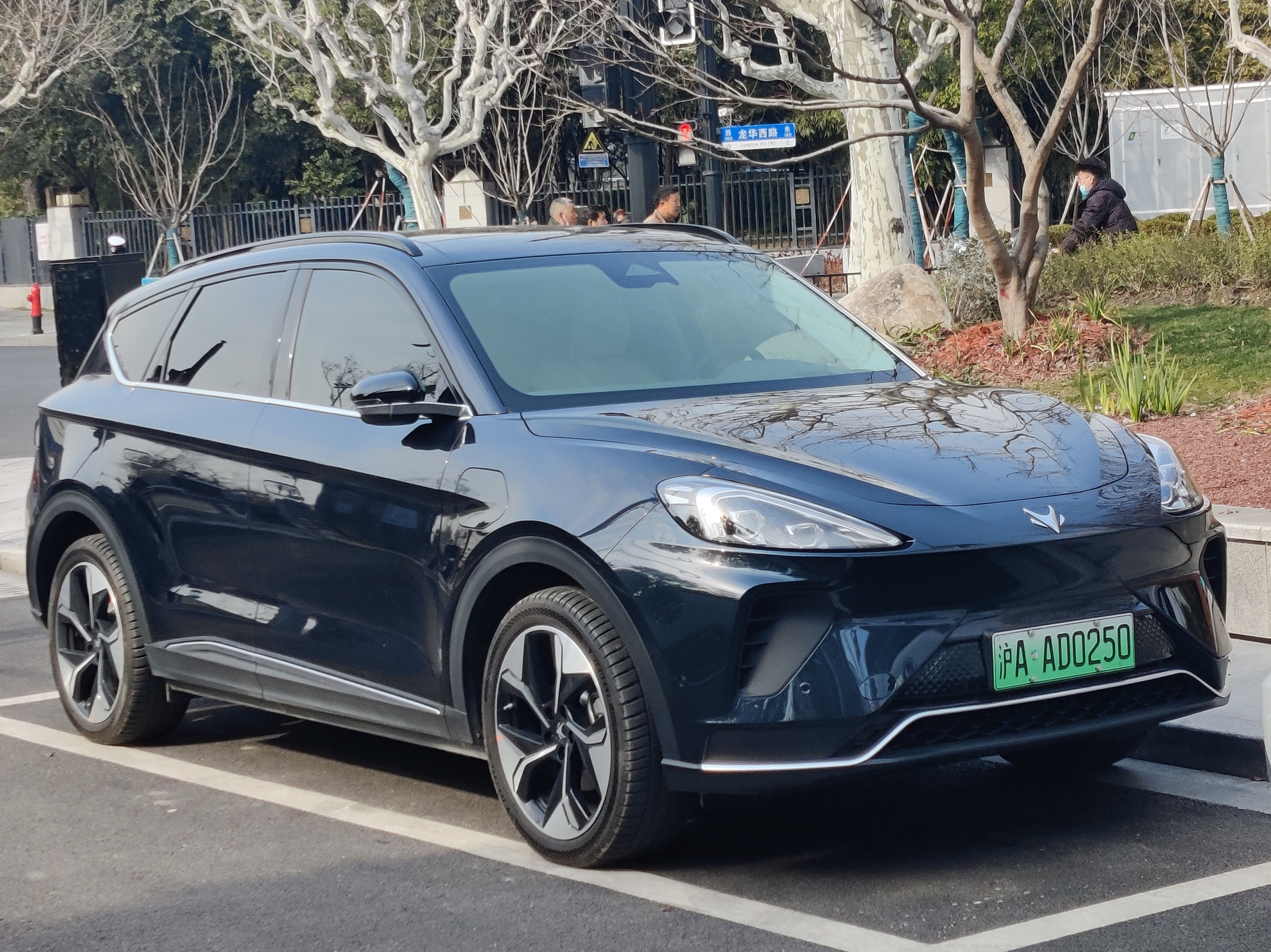
아크폭스 αT
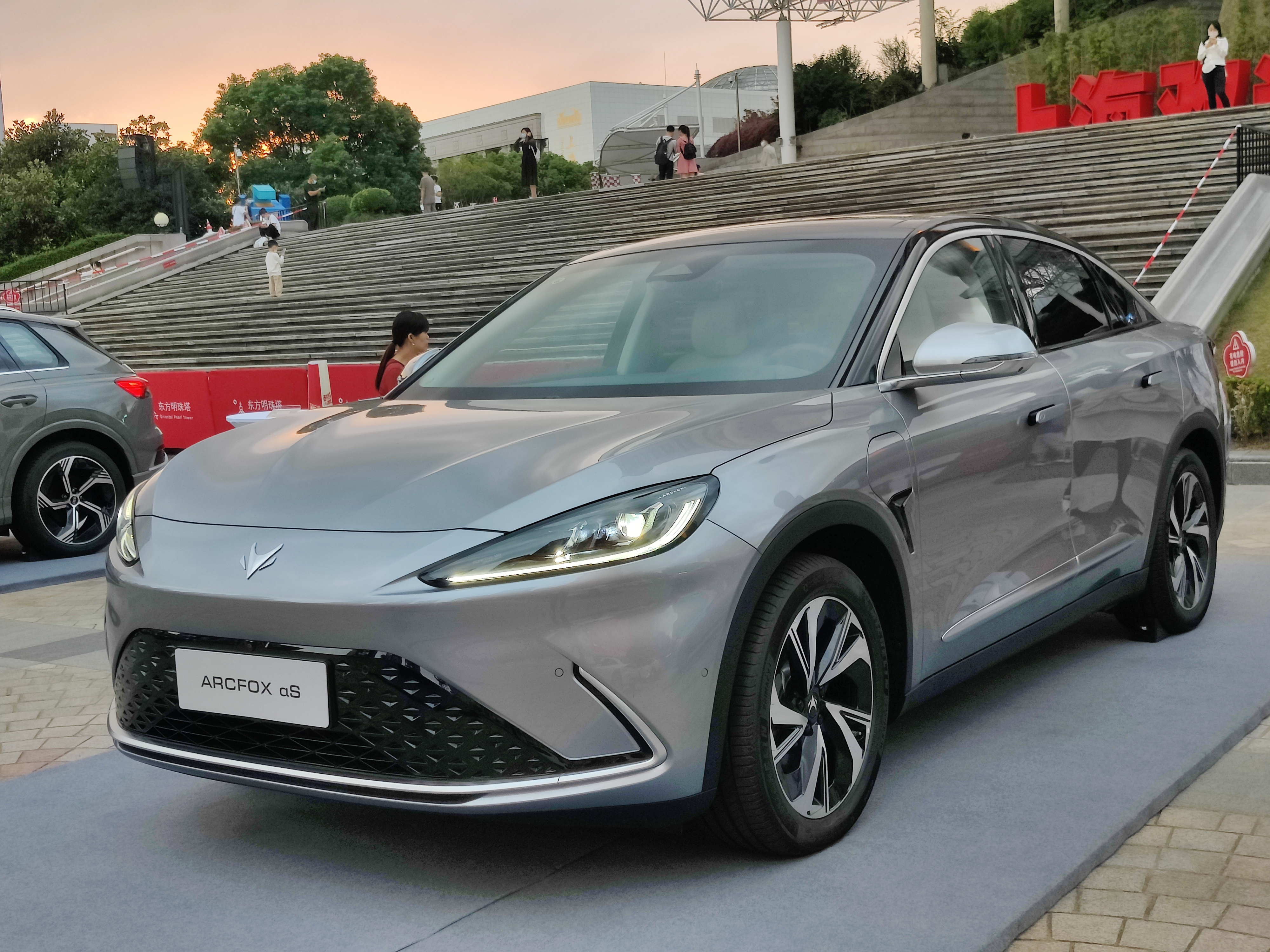
아크폭스 αS
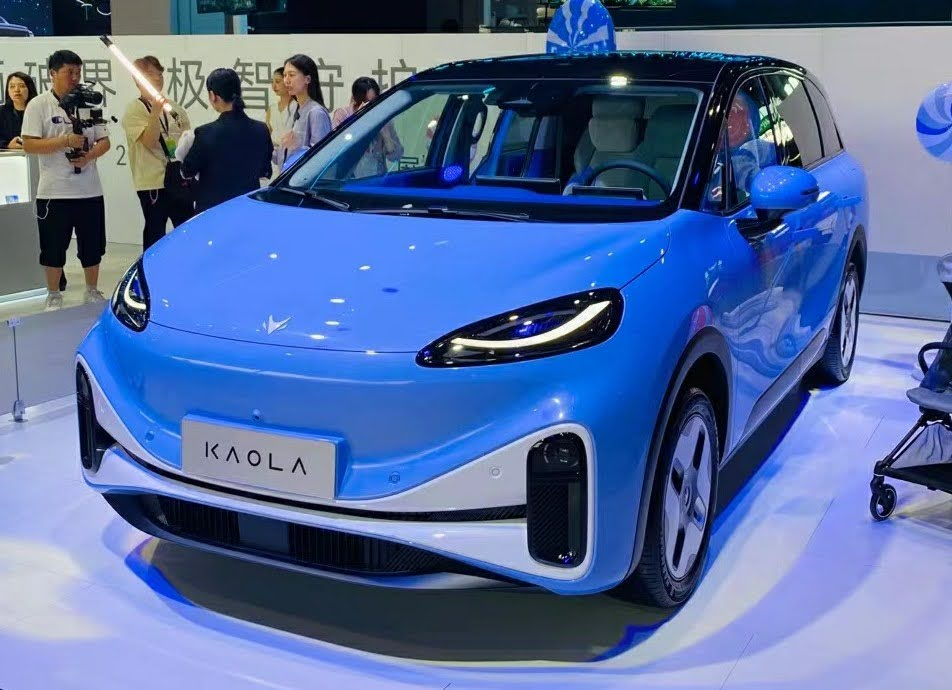
아크폭스 카올라
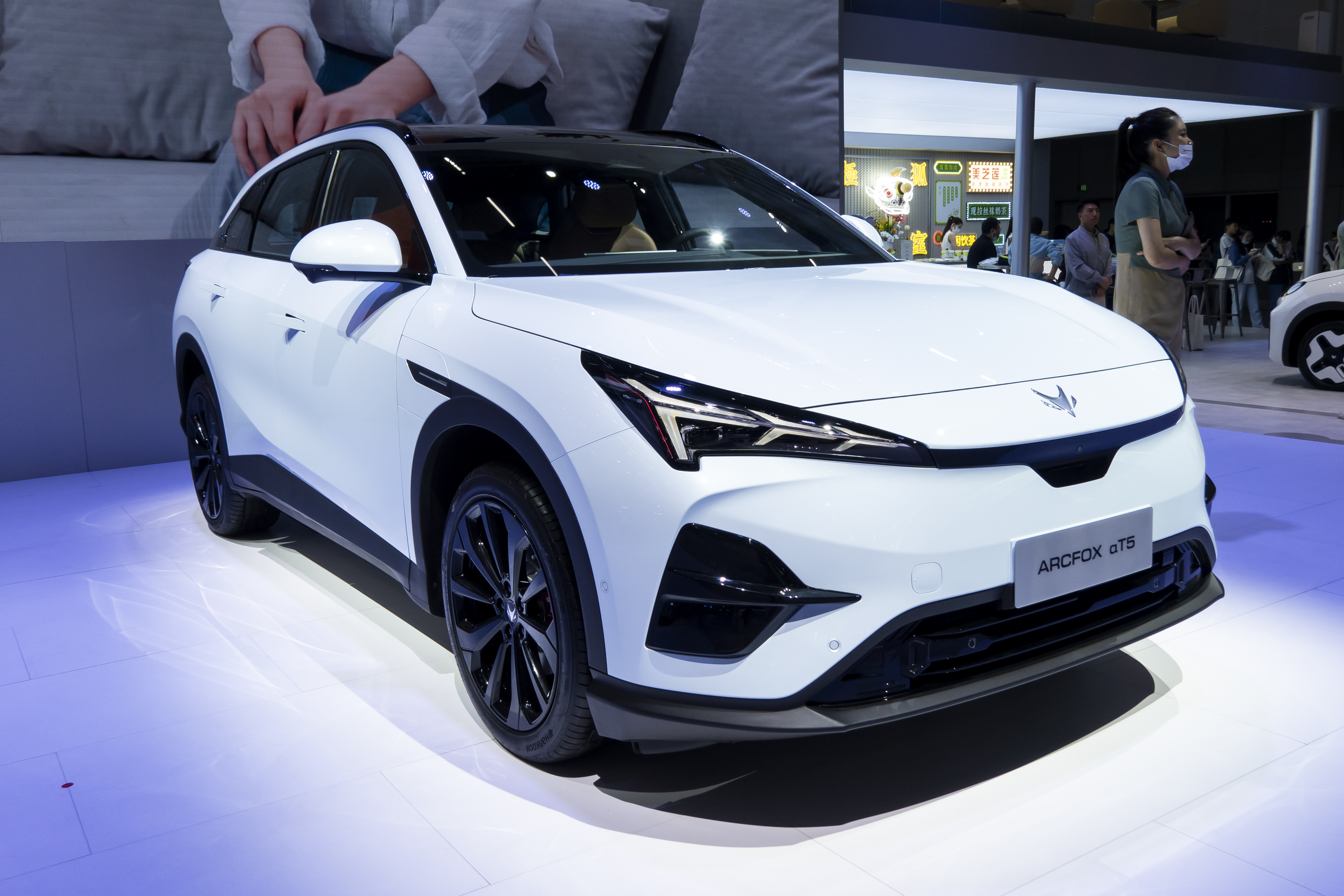
아크폭스 αT5